# Bacillaria
 (20 février 2017).
Genre
Bacillaria est un genre de diatomées de la famille des Bacillariaceae,,.

## Mode de vie
Photosynthétique. Reproduction sexuée et multiplication asexuée.

## Description
Les cellules sont allongées et mobiles, glissant le long de chacune d'elles empilées dans une colonie.

## Dimensions
Largeur ( trans-apicale de l'axe): 5 - 8 µm
Hauteur ( Pervalvar de l'axe): 5 - 10 µm
Fibules: 7 - 9 à 10 µm
Vergetures: 20 - 21 à 10 µm

## Habitat
Espèce de la zone benthiques, marine et d'eau saumâtre/d'eau douce, mais il est également fréquent de la trouver dans le plancton.

## Liste d'espèces
Selon AlgaeBase (11 août 2017) :
- Bacillaria adriatica H.S.Lobarzewski (Sans vérification)
- Bacillaria australis Ehrenberg (Sans vérification)
- Bacillaria bipunctata Ehrenberg (Sans vérification)
- Bacillaria cleopatrae Ehrenberg (Statut incertain)
- Bacillaria cleopatrae F.G.Hemprich & Ehrenberg (Sans vérification)
- Bacillaria communis Bory
- Bacillaria conjugata P.J.F.Turpin (Sans vérification)
- Bacillaria cuneata (Kützing) Ehrenberg (Sans vérification)
- Bacillaria cursoria Donkin
- Bacillaria diophthalma Ehrenberg (Sans vérification)
- Bacillaria elongata Ehrenberg (Sans vérification)
- Bacillaria frauenfeldii Grunow (Sans vérification)
- Bacillaria fulva C.L.Nitzsch
- Bacillaria furcata Kociolek (Statut incertain)
- Bacillaria fusiformis Ehrenberg (Sans vérification)
- Bacillaria glauca A.Morren (Sans vérification)
- Bacillaria hiemalis (Roth) Tomosvary (Sans vérification)
- Bacillaria hungarica Ehrenberg (Sans vérification)
- Bacillaria incrassata K.E.Eichwald (Sans vérification)
- Bacillaria interrupta Ehrenberg (Sans vérification)
- Bacillaria kuseliae A.M.Schmid & R.Jahn
- Bacillaria major Ehrenberg (Sans vérification)
- Bacillaria meneghinii H.S.Lobarzewski (Sans vérification)
- Bacillaria militaris J.Hobson (Sans vérification)
- Bacillaria multipuncatata Ehrenberg (Statut incertain)
- Bacillaria multistriata Ehrenberg (Sans vérification)
- Bacillaria naegeli Ralfs (Sans vérification)
- Bacillaria palea C.L.Nitzsch (Sans vérification)
- Bacillaria paxillifera (O.F.Müller) N.I.Hendey (espèce type)
- Bacillaria paxillifera (O.F.Müller) T.Marsson (espèce type)
- Bacillaria paxillum Bory (Statut incertain)
- Bacillaria ptolemaei Ehrenberg (Statut incertain)
- Bacillaria ptolemaei F.G.Hemprich & Ehrenberg (Sans vérification)
- Bacillaria socialis (Gregory) Ralfs
- Bacillaria triangularis C.G.T.Preuss (Sans vérification)
- Bacillaria urve-millerae A.M.Schmid & R.Jahn
- Bacillaria vitrea Bory

Selon ITIS (11 août 2017) :
- Bacillaria paxillifer (O. F. Müll.) Hendy

Selon NCBI (11 août 2017) :
- Bacillaria paxillifer

Selon World Register of Marine Species (11 août 2017) :
- Bacillaria acerosa Schrank, 1823
- Bacillaria acicularis Bukhalova & Shirokova, 1938
- Bacillaria acus Schrank, 1823
- Bacillaria adriatica Lobarzewski, 1840
- Bacillaria australis Ehrenberg, 1854
- Bacillaria bipunctata Ehrenberg in Hemprich & Ehrenberg, 1828
- Bacillaria bipunctata Schrank, 1823
- Bacillaria cipollae Zanon, 1933
- Bacillaria cleopatrae F.G.Hemprich & Ehrenberg
- Bacillaria communis Bory, 1822
- Bacillaria conjugata P.J.F.Turpin
- Bacillaria crassa Bory, 1824 ?
- Bacillaria cuneata (Kützing) Ehrenberg, 1838
- Bacillaria cursoria Barkas, 1865
- Bacillaria diophthalma Ehrenberg in Hemprich & Ehrenberg, 1828
- Bacillaria elongata Ehrenberg, 1838
- Bacillaria eruca Schrank, 1823
- Bacillaria frauenfeldii Grunow, 1862
- Bacillaria fulva C.L.Nitzsch, 1817
- Bacillaria fusca Krishtofovich, 1941
- Bacillaria fusiformis Ehrenberg in Hemprich & Ehrenberg, 1828
- Bacillaria fusus Schrank, 1823
- Bacillaria glauca Morren, 1835 (1836)
- Bacillaria hungarica Ehrenberg, 1854
- Bacillaria hystrix Bory, 1824
- Bacillaria incrassata Eichwald, 1844
- Bacillaria interrupta Ehrenberg in Hemprich & Ehrenberg, 1828
- Bacillaria intestinum Schrank, 1823
- Bacillaria lagena Schrank, 1823
- Bacillaria longa (Grunow) De Toni, 1892
- Bacillaria lunata (O. F. Müller) Schrank, 1823
- Bacillaria lunula Schrank, 1823
- Bacillaria lyngbyei Bory, 1824
- Bacillaria macilenta (Gregory in Greville) Lefébure
- Bacillaria major Ehrenberg, 1838
- Bacillaria marina J.W. Bailey, 1842
- Bacillaria meneghinii Lobarzewski, 1840
- Bacillaria militaris Hobson, 1869
- Bacillaria muelleri Turpin
- Bacillaria multipunctata Ehrenberg in Hemprich & Ehrenberg, 1828
- Bacillaria multistriata Ehrenberg in Hemprich & Ehrenberg, 1828
- Bacillaria naegeli Ralfs in Pritchard, 1861
- Bacillaria palea Nitzsch, 1817
- Bacillaria paxillifera (O.F.Müller) T.Marsson, 1901
- Bacillaria paxillum Bory, 1831
- Bacillaria pectinalis Ehrenberg, 1838
- Bacillaria pectinalis Nitzsch, 1817
- Bacillaria praelonga (Cleve) De Toni, 1892
- Bacillaria ptolemaei F.G.Hemprich & Ehrenberg
- Bacillaria seriata Ehrenberg, 1835
- Bacillaria silicula
- Bacillaria socialis (Gregory) Ralfs, 1861
- Bacillaria spectabilis (Ehrenberg) Elmore in Barbour, 1895
- Bacillaria tabellaris Eichwald, 1844
- Bacillaria taeniaeformis (J.E. Smith) Nitzsch, 1817
- Bacillaria taeniaeformis (J.E. Smith) VanLandingham, 1817
- Bacillaria tenuis ‘Ehrenberg’ according to Peragallo, 1854
- Bacillaria thurifera Schrank, 1823
- Bacillaria triangularis Preuss, 1846
- Bacillaria trinodis Musatova, 1931
- Bacillaria tripunctata Schrank, 1823
- Bacillaria vermiculus Schrank, 1823
- Bacillaria vermina Schrank, 1823
- Bacillaria vitrea Bory, 1824